# Weimar (Thüringen)
Weimar is een Duitse stad gelegen in de deelstaat Thüringen. De stad telt 65.098 inwoners (31 december 2020) en is een universitair, toeristisch en industrieel centrum. Weimar is een kreisfreie Stadt.

## Stadsindeling

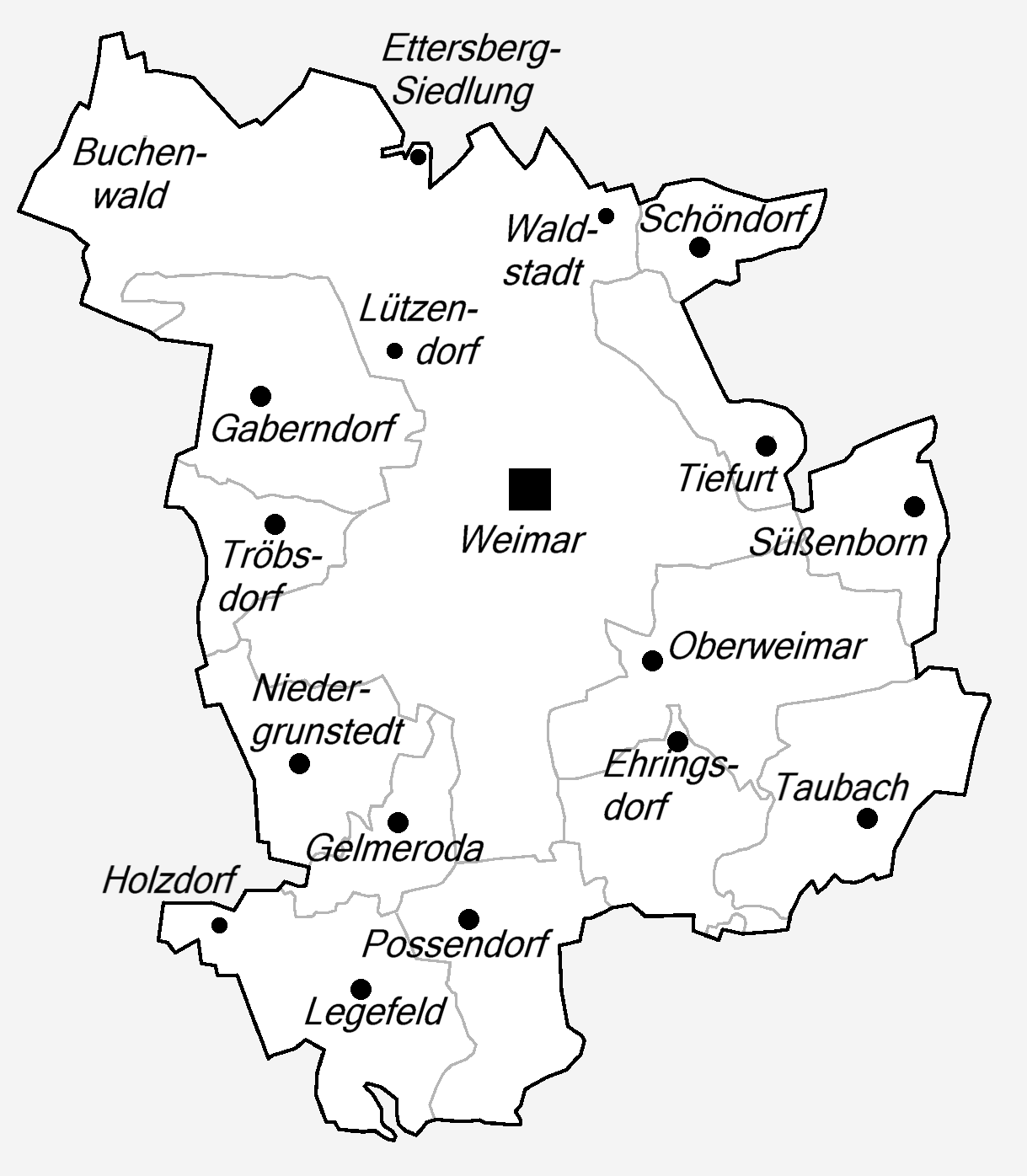
Situering van de stadsdelen

## Geschiedenis
Weimar werd voor het eerst vermeld in 899 en was tussen 946 en 1346 centrum van het graafschap Weimar respectievelijk Weimar-Orlamünde. De stad ontving in 1410 stadsrechten.
Weimar kwam in de 14e eeuw in het bezit van het Huis Wettin. Hertog Johan Frederik de Grootmoedige maakte het tot residentie van het hertogdom Saksen-Weimar, het latere Saksen-Weimar-Eisenach, wat het tot 1918 zou blijven.
Onder de heerschappij van groothertog Karel August (1757-1828) was de stad de intellectuele thuishaven van de kring rond de Duitse schrijver Johann Wolfgang von Goethe (Weimarer Klassik).
In november 1918 werd het Duitse Keizerrijk afgeschaft en de Duitse republiek uitgeroepen. In 1919 kwam in het plaatselijke theater van Weimar de grondwetgevende Nationale Vergadering bijeen waarbij de inhoud van de grondwet van de nieuwe Duitse republiek werd bepaald. Naar deze in Weimar gehouden grondwetgevende vergadering wordt de Duitse republiek, die (zoals voorheen tijdens het Duitse keizerrijk) nog steeds het Duitse Rijk heette, tussen de jaren 1918 en 1933 informeel de 'Weimarrepubliek' genoemd. De stad werd in 1920 hoofdstad van de deelstaat Thüringen. In 1937 werd in de buurt van Weimar het concentratiekamp Buchenwald opgericht, waarvan Karl Koch de beruchtste kampcommandant was.
In 1945 werd de historische binnenstad door een aantal bombardementen zwaar beschadigd. Veel verwoeste en beschadigde gebouwen werden, vaak al vlak na de oorlog, herbouwd vanwege hun grote belang voor de Duitse cultuurgeschiedenis.
Van het einde van de Tweede Wereldoorlog tot 1949 lag Weimar in de Sovjet-bezettingszone en van 1949 tot de Duitse hereniging in 1990 lag de stad in de DDR.
In 1999 was Weimar Culturele hoofdstad van Europa.

## Bezienswaardigheden
Twaalf sites in en om het historische centrum zijn onder de noemer Klassiek Weimar  door UNESCO tot werelderfgoed verklaard: 
- Goethes Wohnhaus aan het Frauenplan
- Herders Wohnhaus
- Petrus en Pauluskerk
- Wilhelm-Ernst-Gymnasium (Alte Universität)
- Schillerhaus
- Stadtschloss (Ensemble van de Residenz en de Bastille)
- Wittumspalais
- Park an der Ilm met het Römisches Haus en Goethes Gartenhaus
- Weimarer Fürstengruft
- Schloss Belvedere
- Schloss Ettersburg
- Schloss Tiefurt
- Hertogin Anna-Amalia-bibliotheek

Daarnaast horen sinds 2017 nog enkele voorbeelden van Bauhaus-architectuur (samen met sites in Dessau en Bernau bei Berlin) tot het werelderfgoed Bauhaus en zijn sites in Weimar, Dessau en Bernau (Hoofdgebouw Bauhaus Universität, Van de Velde-Bau, Haus am Horn).
In Weimar bevinden zich (onder meer) de volgende musea:
- Kunstsammlungen zu Weimar
- Liszt-Haus, over de componist Franz Liszt
- Haus Hohe Pappeln, de woning van Belgisch architect Henry Van de Velde
- Bauhausmuseum
- Museum Zwangsarbeit im Nationalsozialismus
- Haus der Weimarer Republik
- Museum Neues Weimar

## Stedenbanden
- Blois (Frankrijk), sinds 1995
- Hämeenlinna (Finland), sinds 1970
- Siena (Italië), sinds 1994
- Trier (Duitsland), sinds 1987

## Bekende inwoners van Weimar

### Geboren
- Bernard van Saksen-Weimar (1604-1639), vorst
- Carl Philipp Emanuel Bach (1714-1788), componist
- Karel August (1757-1828), groothertog van Saksen-Weimar-Eisenach
- August von Kotzebue (1761-1819), toneelschrijver en diplomaat
- Christian August Vulpius (1762-1827), schrijver
- Christiane Vulpius (1765-1816), echtgenote van Johann Wolfgang von Goethe
- Karel Frederik (1783-1853), groothertog van Saksen-Weimar-Eisenach
- Emil Ernst Gottfried von Herder (1783-1885), ambtenaar, uitgever
- August von Goethe (1789-1830), zoon van Johann Wolfgang von Goethe
- Karel Bernhard (1792-1862), hertog van Saksen-Weimar-Eisenach
- Karl Sondershausen (1792-1882), predikant, dichter
- Augusta (1811-1890), prinses uit het Huis Wettin
- Carl Zeiß (1816-1888), constructeur van lenzen
- Karel Alexander (1818-1901), groothertog van Saksen-Weimar-Eisenach
- Marie Anna Alexandrine Sophie (1849-1922), prinses van Saksen-Weimar-Eisenach
- Maria Anna Sophia Elisabeth (1851-1859), prinses van Saksen-Weimar-Eisenach
- Elisabeth (1854-1908), prinses van Sachsen-Weimar-Eisenach en hertogin
- Lothar-Günther Buchheim (1918-2007), schrijver, kunstschilder, uitgever en kunstverzamelaar
- Herbert Kroemer (1928-2024), natuurkundige en Nobelprijswinnaar (2000)
- Fritz Baumbach (1935-2025), schaker
- Martin Kirchner (1949), politicus

### Overleden
- Lucas Cranach de Oude (1472-1553), kunstschilder
- Johann Gottfried von Herder (1744-1803), dichter, filosoof en theoloog
- Friedrich von Schiller (1759-1805), toneelschrijver, filosoof en dichter
- Anna Amalia van Brunswijk (1739-1807), hertogin en (van 1759 tot 1775) regentes van Saksen-Weimar-Eisenach
- Christoph Martin Wieland (1733-1813), schrijver
- Johann Wolfgang von Goethe (1749-1832), wetenschapper, toneelschrijver, filosoof, dichter, natuuronderzoeker en staatsman
- Johann Nepomuk Hummel (1778-1837) Oostenrijkse componist, muziekpedagoog, dirigent en pianist
- Johann Peter Eckermann (1792-1854), dichter
- Maria Paulowna van Rusland (1786-1859), groothertogin van Saksen-Weimar-Eisenach
- Karl Sondershausen (1792-1882), predikant, dichter
- Sophie van Oranje-Nassau (1824-1897), prinses der Nederlanden
- Friedrich Nietzsche (1844-1900), filosoof, dichter en filoloog
- Elisabeth Förster-Nietzsche (1846-1935), zus van de bekende Duitse filosoof Friedrich Nietzsche

## Demografie
| Peildatum             | 31.12.2009 | 31.12.2010 | 31.12.2011 | 31.12.2012 | 31.12.2013 | 31.12.2014 | 31.12.2015 | 31.12.2016 | 31.12.2017 | 31.12.2018 |            |
| --------------------- | ---------- | ---------- | ---------- | ---------- | ---------- | ---------- | ---------- | ---------- | ---------- | ---------- | ---------- |
| Inwoners              | 65.233     | 65.479     | 62.886     | 63.236     | 63.315     | 63.477     | 64.131     | 64.355     | 64.426     | 65.090     |            |
| Buitenlanders         | 2.527      | 2.733      | 2.634      | 2.917      | 3.189      | 3.495      | 4.511      | 4.860      | 5.265      | 5.884      |            |
| Aandeel buitenlanders | 3,9%       | 4,2%       | 4,2%       | 4,6%       | 5,0%       | 5,5%       | 7,0%       | 7,6%       | 8,2%       | 9,0%       |            |
| Peildatum             | 31.12.1998 | 31.12.1999 | 31.12.2000 | 31.12.2001 | 31.12.2002 | 31.12.2003 | 31.12.2004 | 31.12.2005 | 31.12.2006 | 31.12.2007 | 31.12.2008 |
| Inwoners              | 62.324     | 62.452     | 62.425     | 63.522     | 64.069     | 64.409     | 64.491     | 64.594     | 64.481     | 64.720     | 64.938     |
| Buitenlanders         | 1.349      | 1.497      | 1.458      | 1.621      | 1.782      | 2.000      | 2.038      | 2.146      | 2.196      | 2.469      | 2.452      |
| Aandeel buitenlanders | 2,2%       | 2,4%       | 2,3%       | 2,6%       | 2,8%       | 3,1%       | 3,2%       | 3,3%       | 3,4%       | 3,8%       | 3,8%       |

## Galerij

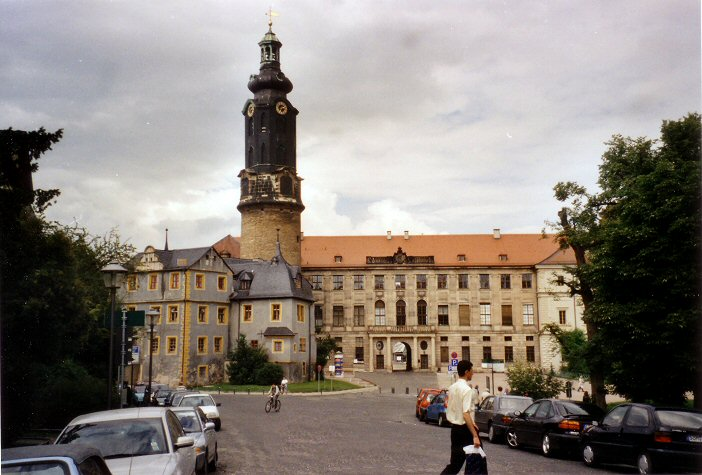
Slot
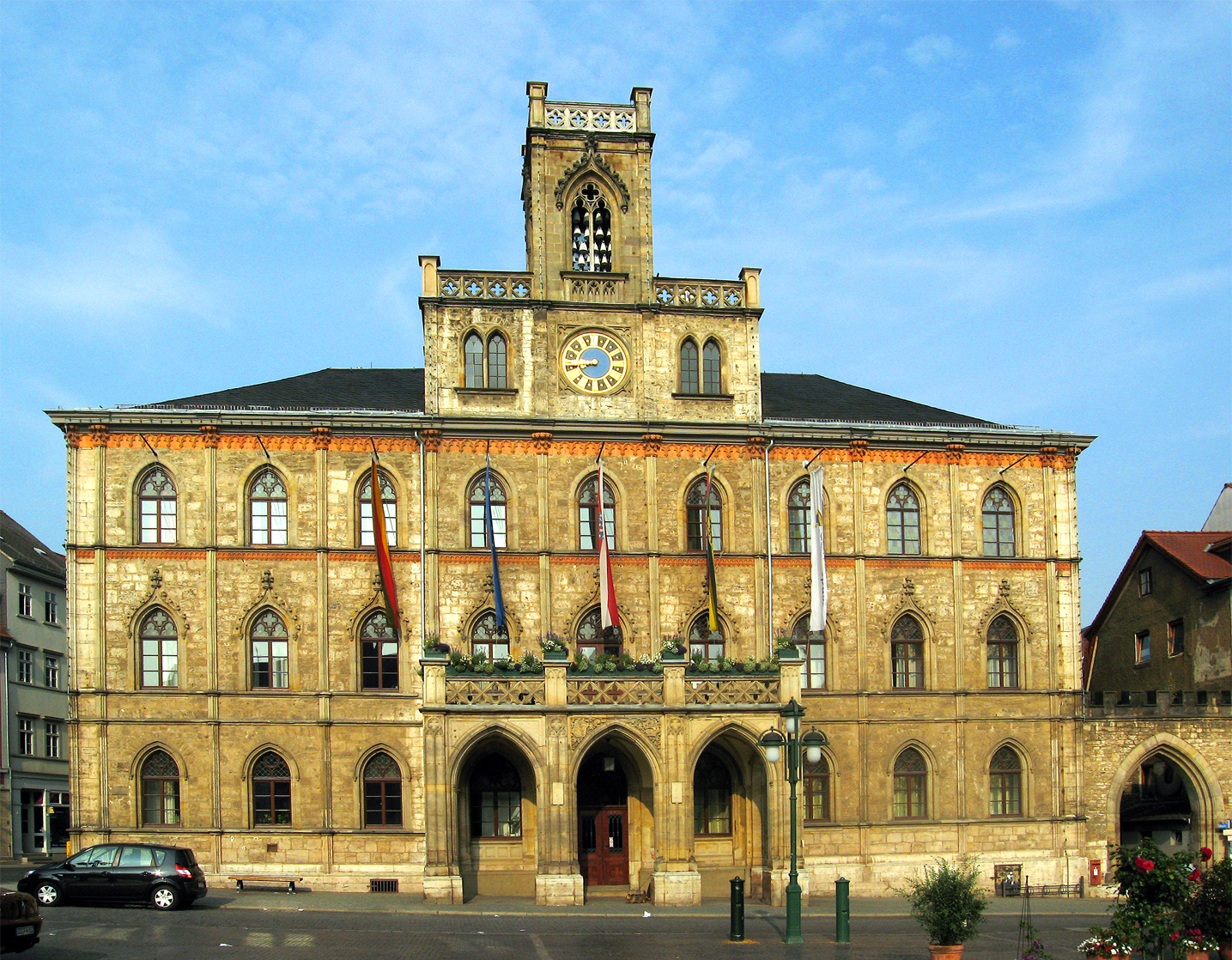
Raadhuis
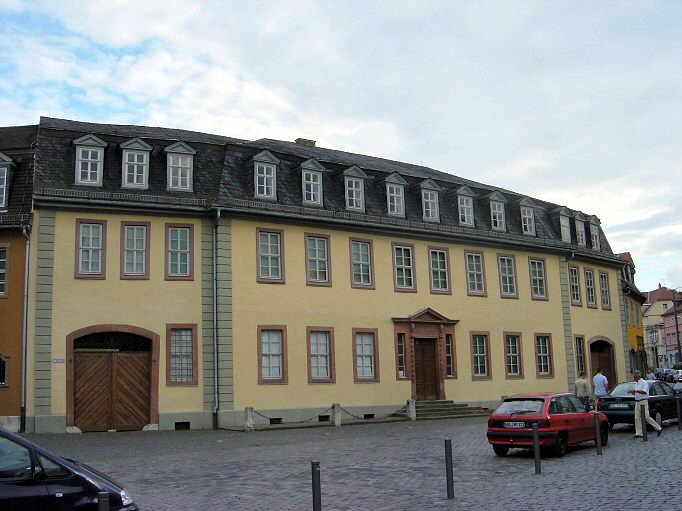
Woonhuis van Goethe
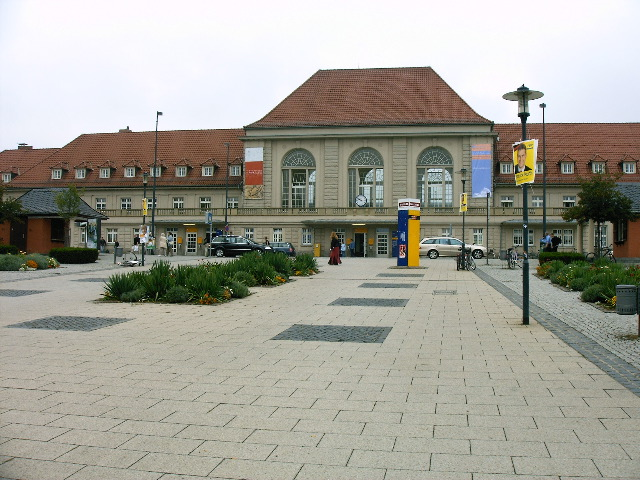
Stationsplein van Weimar